# Aloe morijensis
Aloe morijensis là một loài thực vật có hoa trong họ Măng tây. Loài này được S.Carter & Brandham mô tả khoa học đầu tiên năm 1979.